# Свети Никола (община)
Вижте пояснителната страница за други значения на Свети Никола.
Свети Никола (на македонска литературна норма: Свети Николе) е община, разположена в централната част на Северна Македония. Общината обхваща котловината Овче поле, която е изключително плодородна и има голяма икономическа значимост и отличителни културно-етнографски характеристики. Център на общината е град Свети Никола (Свети Николе), като освен него в общината влизат още 32 села. Община Свети Никола има площ от 482,89 km2 и гъстота на населението от 38,30 жители на km2.

## Структура на населението
Според преброяването от 2002 година община Свети Никола има 18 497 жители.
| Етническа принадлежност | Брой   | Процент |
| северномакедонци        | 18 005 | 97,34%  |
| албанци                 | 0      | 0,00%   |
| турци                   | 81     | 0,44%   |
| роми                    | 72     | 0,39%   |
| власи                   | 238    | 1,28%   |
| сърби                   | 71     | 0,38%   |
| бошняци                 | 1      | 0,01%   |
| други                   | 29     | 0,16%   |